# アサリユウセンプー
アサリユウセンプーは、日本のアングロアラブ系種の競走馬、種牡馬。主な勝ち鞍に1989年の楠賞全日本アラブ優駿、福山ダービー、西日本アラブダービー、1991年のローゼンホーマ記念など。主戦騎手は那俄性哲也。

## 来歴
- 特記事項なき場合、本節の出典はJBISサーチ[3]

1988年8月13日、福山競馬場の新馬戦でデビューして初勝利を挙げ、その後連勝を開始する。7戦目、1989年4月30日に行われた福山ダービーでは2着のセンコーフアーストに2.2秒差をつける大差勝ちを収め、次戦の園田競馬場に遠征してに楠賞全日本アラブ優駿でも1番人気に応えて勝利。7月23日の、海と島の博覧会特別で9連勝を達成するが、続くA1特別で2着に終わって連勝が途絶える。その後、10月の福山市長賞、11月の鞆の浦賞、12月の西日本アラブダービーと3連勝するも、1年におよぶ長期休養を余儀なくされる。1990年12月のA1特別で復帰して2着に入り、福山大賞典は7頭立ての最下位、1991年1月のA1特別も4着と振るわなかったが、次の福山マイラーズカップで1分44秒2のレコード勝ちを収め、3月のA1特別4着を挟んで出走のローゼンホーマ記念でも、2着のムサシボウホマレに2馬身の差をつけて勝利した。その後福山で4戦2勝の成績を収めたのち東上し、東上初戦となった大井競馬場での勝島賞2着としたあと出走の全日本アラブ大賞典ではコスモノーブルから離された13着に終わり、これが最後のレースとなった。

## 競走成績
以下の内容は、JBISサーチに基づく。
| 年月日     | 競馬場 | 競走名               | 格 | 距離（馬場）  | 頭数 | 枠番 | 馬番 | （人気） | 着順 | タイム  | 着差 | 騎手       | 斤量 [kg] | 勝ち馬/（2着馬）       |
| ---------- | ------ | -------------------- | -- | ------------- | ---- | ---- | ---- | -------- | ---- | ------- | ---- | ---------- | --------- | ---------------------- |
| 1988.08.13 | 福山   | 3歳＃新馬            |    | ダ800m（良）  | 6    | 2    | 2    | （1人）  | 1着  | 00:50.4 | -1.8 | 那俄性哲也 | 54        | （ホマレウルフ）       |
| 0000.09.19 | 福山   | 3歳＃                |    | ダ1250m（良） | 8    | 6    | 6    | （1人）  | 1着  | 01:26.2 | -1.7 | 那俄性哲也 | 54        | （ヒロノベビー）       |
| 0000.10.15 | 福山   | 3歳＃                |    | ダ1250m（良） | 10   | 4    | 4    | （1人）  | 1着  | 01:24.8 | -1.9 | 那俄性哲也 | 54        | （ニホンカイローレル） |
| 1989.02.11 | 福山   | 4歳＃                |    | ダ1400m（重） | 10   | 5    | 5    | （1人）  | 1着  | 01:34.1 | -1.1 | 那俄性哲也 | 54        | （ゴールデンフアーム） |
| 0000.02.26 | 福山   | キングC              |    | ダ1600m（不） | 10   | 2    | 2    | （1人）  | 1着  | 01:46.1 | -0.5 | 那俄性哲也 | 54        | （センコーフアースト） |
| 0000.04.09 | 福山   | 一般                 | C2 | ダ1600m（不） | 9    | 6    | 6    | （1人）  | 1着  | 01:46.8 | -1.0 | 那俄性哲也 | 54        | （ビユーテイギフト）   |
| 0000.04.30 | 福山   | 福山ダービー         |    | ダ1800m（良） | 10   | 5    | 5    | （1人）  | 1着  | 02:00.5 | -2.2 | 那俄性哲也 | 54        | （センコーフアースト） |
| 0000.05.17 | 園田   | 楠賞全日本アラブ優駿 |    | ダ2300m（良） | 12   | 7    | 9    | （1人）  | 1着  | 02:36.5 | -0.5 | 那俄性哲也 | 55        | （ケイエスフアスト）   |
| 0000.07.23 | 福山   | 海と島の博覧会特別   | A1 | ダ1600m（良） | 7    | 6    | 6    | （1人）  | 1着  | 01:47.8 | -0.8 | 那俄性哲也 | 53        | （ビソウハート）       |
| 0000.09.24 | 福山   | A1特別               |    | ダ1800m（良） | 9    | 2    | 2    | （1人）  | 2着  | 02:00.3 | -0.7 | 那俄性哲也 | 53        | タマキサンセイ         |
| 0000.10.16 | 福山   | 福山市長賞           |    | ダ1800m（良） | 7    | 4    | 4    | （1人）  | 1着  | 02:00.1 | -0.6 | 那俄性哲也 | 53        | （ダイセイカン）       |
| 0000.11.05 | 福山   | 鞆の浦賞             |    | ダ1800m（良） | 9    | 2    | 2    | （1人）  | 1着  | 01:59.9 | -1.0 | 那俄性哲也 | 57        | （ブラウンバツト）     |
| 0000.12.03 | 福山   | 西日本アラブダービー |    | ダ2250m（良） | 10   | 4    | 4    | （1人）  | 1着  | 02:37.0 | -0.6 | 那俄性哲也 | 55        | （フクマルトヨスター） |
| 1990.12.10 | 福山   | A1特別               |    | ダ1800m（良） | 10   | 3    | 1    | （1人）  | 2着  | 01:59.9 | -0.4 | 那俄性哲也 | 53        | ナルミトウザイ         |
| 1991.01.06 | 福山   | 福山大賞典           |    | ダ2400m（良） | 7    | 7    | 7    | （7人）  | 7着  | 02:48.1 | -5.7 | 那俄性哲也 | 55        | グリンダイオー         |
| 0000.01.28 | 福山   | A1特別               |    | ダ1800m（稍） | 6    | 6    | 6    | （3人）  | 4着  | 02:01.5 | -1.1 | 那俄性哲也 | 53        | ナルミトウザイ         |
| 0000.02.10 | 福山   | 福山マイラーズC      |    | ダ1600m（不） | 9    | 4    | 4    | （2人）  | 1着  | R1:44.2 | -0.4 | 那俄性哲也 | 53        | （トヨクラバイオー）   |
| 0000.03.03 | 福山   | A1特別               |    | ダ1800m（重） | 9    | 6    | 6    | （1人）  | 4着  | 01:59.4 | -0.8 | 那俄性哲也 | 53        | トヨクラバイオー       |
| 0000.03.24 | 福山   | ローゼンホーマ記念   |    | ダ1800m（稍） | 8    | 8    | 8    | （2人）  | 1着  | 01:59.6 | -0.4 | 那俄性哲也 | 57        | （ムサシボウホマレ）   |
| 0000.07.14 | 福山   | A1特別               |    | ダ1800m（良） | 8    | 3    | 3    | （1人）  | 2着  | 01:58.8 | -0.0 | 那俄性哲也 | 53        | グリンダイオー         |
| 0000.08.17 | 福山   | A1A2特別             |    | ダ1600m（良） | 8    | 6    | 6    | （1人）  | 1着  | 01:47.4 | -0.6 | 那俄性哲也 | 55        | （ハツコータウン）     |
| 0000.09.29 | 福山   | A1特別               |    | ダ1800m（良） | 10   | 3    | 3    | （3人）  | 2着  | 02:00.4 | -0.0 | 那俄性哲也 | 54        | グリンダイオー         |
| 0000.10.15 | 福山   | 福山市長賞           |    | ダ1800m（良） | 8    | 2    | 2    | （1人）  | 1着  | 02:00.3 | -0.1 | 那俄性哲也 | 54        | （グリンダイオー）     |
| 0000.11.15 | 大井   | 勝島賞               |    | ダ1800m（良） | 13   | 1    | 1    | （1人）  | 2着  | 01:55.0 | -0.5 | 那俄性哲也 | 56        | コスモノーブル         |
| 0000.12.05 | 大井   | 全日本アラブ大賞典   |    | ダ2600m（良） | 14   | 3    | 3    | （7人）  | 13着 | 02:52.8 | -3.4 | 那俄性哲也 | 56        | コスモノーブル         |

## 引退後
引退後は種牡馬となり、7年間の供用で血統登録頭数63頭、出走頭数はそのうち51頭を数えた。

### 主な産駒
- ニホンカイキャロル：ガーネット特別（中津）、日本海特別（益田）など。ニホンカイユーノスの半姉[5]
- ケリマコ：アラブ優駿（中津）[6]

## 血統表
| アサリユウセンプーの血統        | アサリユウセンプーの血統                | アサリユウセンプーの血統          | （血統表の出典）                  | （血統表の出典）    |
| 父系                            | プリンスリーギフト系                    | プリンスリーギフト系              | プリンスリーギフト系              | [ § 2 ]             |
| 父 トライバルセンプー 1977 鹿毛 | 父の父サラ トライバルチーフ 1967 黒鹿毛 | Princely Gift                     | Nasrullah                         | Nasrullah           |
| 父 トライバルセンプー 1977 鹿毛 | 父の父サラ トライバルチーフ 1967 黒鹿毛 | Princely Gift                     | Blue Gem                          |                     |
| 父 トライバルセンプー 1977 鹿毛 | 父の父サラ トライバルチーフ 1967 黒鹿毛 | Mwanza                            | Petition                          | Petition            |
| 父 トライバルセンプー 1977 鹿毛 | 父の父サラ トライバルチーフ 1967 黒鹿毛 | Mwanza                            | Lake Tanganyika                   |                     |
| 父 トライバルセンプー 1977 鹿毛 | 父の母インターシユウホウ 1973 栗毛      | サラ インターナシヨナル           | *ライジングフレーム               | *ライジングフレーム |
| 父 トライバルセンプー 1977 鹿毛 | 父の母インターシユウホウ 1973 栗毛      | サラ インターナシヨナル           | *テツノヒビキ                     |                     |
| 父 トライバルセンプー 1977 鹿毛 | 父の母インターシユウホウ 1973 栗毛      | アラブ シユウホウ                 | 久艶                              | 久艶                |
| 父 トライバルセンプー 1977 鹿毛 | 父の母インターシユウホウ 1973 栗毛      | アラブ シユウホウ                 | 有汎                              |                     |
| 母 アサリユウパール 1975 鹿毛   | 母の父マルゼンパール 1967 鹿毛          | ライジングホース                  | *ライジングフレーム               | *ライジングフレーム |
| 母 アサリユウパール 1975 鹿毛   | 母の父マルゼンパール 1967 鹿毛          | ライジングホース                  | アラブ 栄忍                       |                     |
| 母 アサリユウパール 1975 鹿毛   | 母の父マルゼンパール 1967 鹿毛          | サラ 浜月                         | *ヒンドスタン                     | *ヒンドスタン       |
| 母 アサリユウパール 1975 鹿毛   | 母の父マルゼンパール 1967 鹿毛          | サラ 浜月                         | ツキフジ                          |                     |
| 母 アサリユウパール 1975 鹿毛   | 母の母ダイサンアサリユウ 1965 鹿毛      | イチタカミツ                      | *アブラール                       | *アブラール         |
| 母 アサリユウパール 1975 鹿毛   | 母の母ダイサンアサリユウ 1965 鹿毛      | イチタカミツ                      | ニグリスカツプ                    |                     |
| 母 アサリユウパール 1975 鹿毛   | 母の母ダイサンアサリユウ 1965 鹿毛      | サラ系 冠光                       | サラ オーライト                   | サラ オーライト     |
| 母 アサリユウパール 1975 鹿毛   | 母の母ダイサンアサリユウ 1965 鹿毛      | サラ系 冠光                       | アア 峰冠                         |                     |
| 5代内の近親交配                 | ライジングフレーム 4 × 4 = 12.50%       | ライジングフレーム 4 × 4 = 12.50% | ライジングフレーム 4 × 4 = 12.50% | [ § 3 ]             |
| 出典                            | 1. 2. 3.                                | 1. 2. 3.                          | 1. 2. 3.                          | 1. 2. 3.            |